# Pierre Rosenthal (auteur de jeux)
Pour les articles homonymes, voir Rosenthal.
 (janvier 2019).
Si vous disposez d'ouvrages ou d'articles de référence ou si vous connaissez des sites web de qualité traitant du thème abordé ici, merci de compléter l'article en donnant les références utiles à sa vérifiabilité et en les liant à la section « Notes et références ».
Pierre Rosenthal, né en 1961, est un auteur français de jeux de rôle.

## Biographie
Pierre Rosenthal commence comme chroniqueur de science-fiction pour le magazine Métal hurlant à la fin des années 1970, alors qu'il est en classe préparatoire. Il découvre l'existence de Donjons et Dragons dans le journal Métal Hurlant en 1976 mais y joue pour la première fois en 1981. Il fait ses études à l'École nationale supérieure d'ingénieurs de Caen (anciennement ISMRA) en 1981.
En 1984, il propose un scénario au journal de jeux de rôle et de simulation Casus Belli. Cela marque le début de sa collaboration au journal, il devient en particulier rédacteur-en chef adjoint et rédacteur en chef de plusieurs numéros hors-série. 
En 1986, il crée le jeu de rôle SimulacreS, qui est édité d'abord à compte d'auteur, puis dans un livret promotionnel de la BD Le roi borgne (Arno et Jodorowsky, Humanoïdes Associés), et enfin dans le magazine Casus Belli.
Entre 1987 et 1988, il écrit quatre livres-jeux, dont notamment Le Prisonnier dans la collection Histoires à Jouer, et quatre aventures interactives pour le journal Bob Morane Magazine.
En 1989, il crée le jeu de rôle Athanor, la terre des mille mondes.  
Au début des années 1990, il invente le terme « rôliste » et dépose le terme à l'INPI afin que personne ne puisse en faire d'utilisation commerciale exclusive, mais autorise à utiliser le terme librement. 
Par la suite, il travaille comme traducteur pour Wizards of the Coast où il traduit notamment le jeu Magic : L'Assemblée en français de 1994 à 2001. Il passera ensuite par Ubisoft où il est "MJ" sur Everquest qu'il aide à traduire et débugger, puis entre dans l'équipe Web et marketing de Blizzard Entertainment Europe de 2004 à 2021. Il corrige en partie la traduction française de World of Warcraft pour la sortie du jeu en 2004/2005.

## Œuvres

### Jeux de rôle
- Athanor :
  - Pierre Rosenthal (ill. Frédéric Blanchard), Athanor : la terre des mille mondes, Siroz, 1989 ;
  - Pierre Rosenthal, Écran, Siroz, 1989 (ISBN 2-906723-12-6) ;
  - Pierre Rosenthal et Tristan Lhomme, Masques, Siroz, 1989 (ISBN 2-906723-12-6).
- SimulacreS
- Capitaine Vaudou

### Livres-jeux
- Pierre Rosenthal, Perceval le Gallois, Paris, Presses Pocket, coll. « Histoires à jouer… Soyez le héros. Des livres à remonter le temps » (no 9), 1987 (ISBN 2-266-01892-2)
- Pierre Rosenthal, Les Combattants de l'ombre, Paris, Presses Pocket, coll. « Histoires à jouer… Soyez le héros. Des livres à remonter le temps » (no 15), 1987 (ISBN 2-266-02047-1)
- Pierre Rosenthal, Le Prisonnier, Livre de poche, coll. « Histoires à jouer : Missions spéciales » (no 3), 1988, 220 p. (ISBN 978-2-253-04585-4)
- Pierre Rosenthal, Empire : une entreprise impitoyable dont vous êtes le p.-d.-g., Paris, First édition, 1988 (ISBN 2-87691-027-6)

### Aventures interactives
- Pierre Rosenthal, « Le Satellite maléfique », Bob Morane Magazine. Science Fiction 1, Glénat,‎ 1987
- Pierre Rosenthal, « Le Donjon enchanté », Bob Morane Magazine. Chevalerie 1, Glénat,‎ 1987 (ISBN 2 7234 0907 4)
- Pierre Rosenthal, « L'Invention du professeur Béranger », Bob Morane Magazine. Océans 1, Glénat,‎ 1988 (ISBN 2 7234 0907 4)

### Jeux vidéo
- 1983 : Exodus: Ultima III (adaptation française)

### Autre
- Pierre Rosenthal et Jérôme Larré (dir.), « Faire plaisir aux joueurs : carotte & bâton, les conseils d'un dinosaure (interview) », dans Mener des parties de jeu de rôle, Lapin Marteau, 2016 (ISBN 978-2-9545811-4-9), p. 289–295